# Danilo Pallares Echeverría
Danilo Pallares Echeverría (Trinidad, ?) és un escriptor i músic uruguaià, autor de Himno a Flores, considerat actualment com l'himne oficial del departament de Flores. L'himne té tres estrofes. Descriuen i celebren els valors de Flores i els assoliments de la seva gent, en concordança amb els valors propis de l'Uruguai. També s'evoquen valors universals de la humanitat.
És també director del grup musical Danilo Pallares y sus Solistas de Tango.